# Sidi Belattar
Sidi Belattar là một đô thị thuộc tỉnh Mostaganem, Algérie. Dân số thời điểm năm 2002 là 6.67 người.